# Mauzoleum Ho Chi Minha
Mauzoleum Ho Chi Minha (wiet. Lăng Chủ tịch Hồ Chí Minh) – monumentalna budowla ulokowana na placu Ba Đình w Hanoi, w której spoczywa wietnamski przywódca Hồ Chí Minh, twórca Demokratycznej Republiki Wietnamu.

## Historia
Prace nad mauzoleum rozpoczęły się 2 września 1973 roku, jednak jego budowa formalnie została zainaugurowana 29 sierpnia 1975. Za inspirację posłużyło Mauzoleum Lenina w Moskwie, ale do budowli dodano też wiele elementów z typowo wietnamskiej architektury, jak chociażby pochyły dach. Fasadę wyłożono szarym granitem, a wnętrze szarymi, czarnymi i czerwonymi, gładkimi kamieniami. Na portyku mauzoleum umieszczono napis „Chủ tịch Hồ Chí Minh” (Przewodniczący Hồ Chí Minh). Zabalsamowane ciało przywódcy spoczywa w centralnej sali budynku, przy którym wartę pełni straż honorowa. Ciało leży w szklanym sarkofagu z przyćmionymi światłami. 
Budowla mierzy 21,6 m wysokości i 41,2 m szerokości. Otaczają ją dwie schodkowe platformy widokowe. Plac przed mauzoleum podzielony jest na 240 zielonych kwadratów podzielonych ścieżkami. W ogrodach otaczających budynek rośnie prawie 250 gatunków roślin i kwiatów, które pochodzą z różnych regionów Wietnamu.

## Zwiedzanie

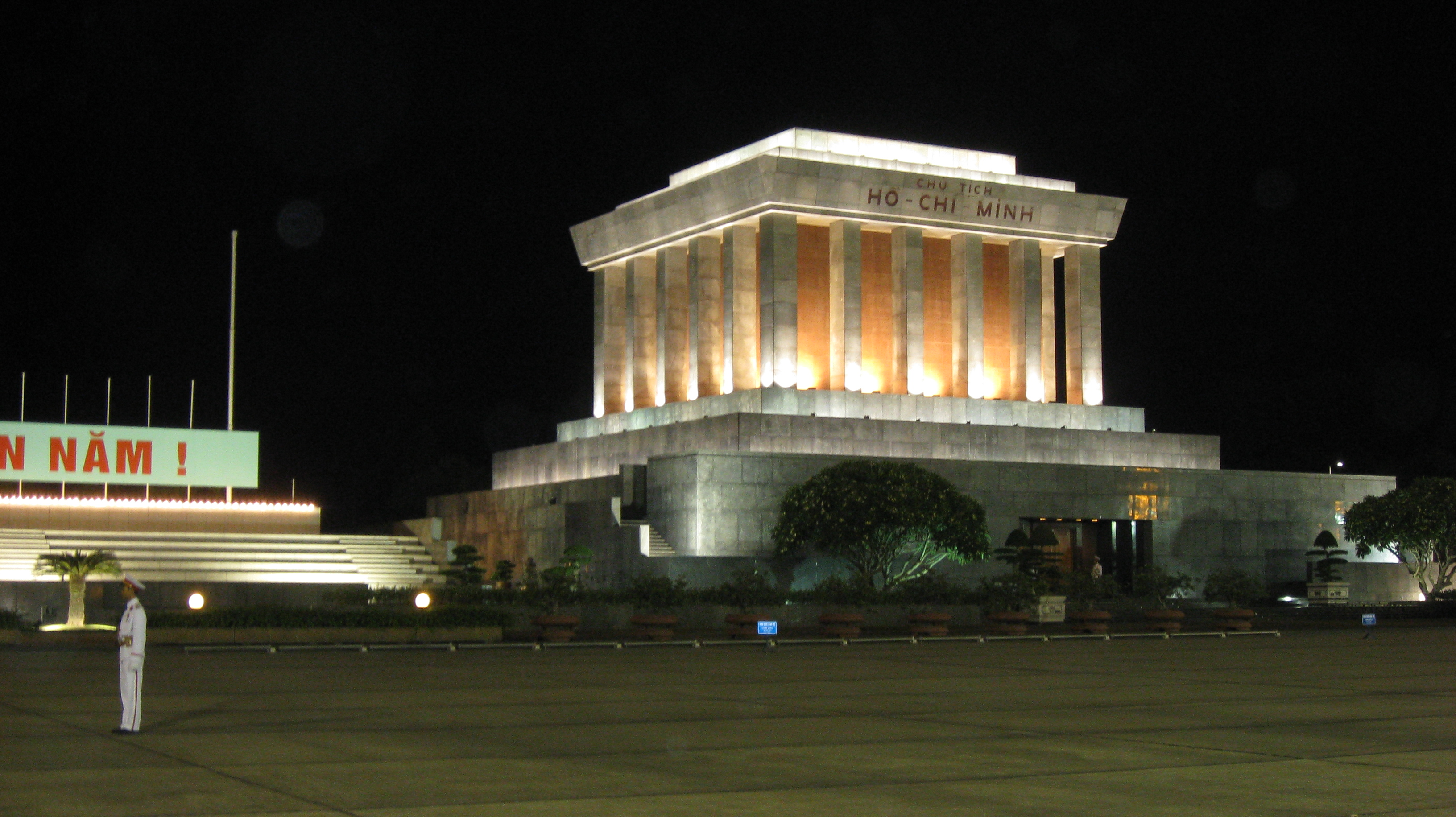
Mauzoleum wieczorem

Mauzoleum jest otwarte codziennie od 8. do 11., z wyjątkiem poniedziałków i piątków. Ponieważ miejsce to cieszy się dużą popularnością, odwiedzający często muszą stać w długiej kolejce. Służba i straż surowo egzekwują reguły zwiedzania, dlatego przed wejściem turyści muszą być stosownie ubrani (długie spodnie, zakryte ramiona), muszą również zostawić wszystkie swoje rzeczy i zachować ciszę. Wnoszenie kamer i aparatów jest zabronione, ale zdjęcia wolno robić przed mauzoleum. Choć do środka można wejść jedynie z portfelem, to często się zdarza, że znudzeni żołnierze przeszukują odwiedzających. Pod koniec każdego roku mauzoleum jest zamykane na dwa miesiące, kiedy to ciało Hồ Chí Minha jest zabierane do Moskwy na konserwacje.